# Carl Bastiat Hamilton
För andra personer med namnet Carl Hamilton, se Carl Hamilton
Carl Bastiat Hamilton, född 18 september 1865 i Lund, död 1 augusti 1926 i Helsingborg, var en svensk greve, politiker och militär.

## Biografi
Carl Bastiat Hamilton var son till professor Gustaf Hamilton (1831–1913) som tillhörde den grevliga ätten Hamilton (nummer 86) och friherrinnan Hedvig Maria Stjernstedt. Hamilton blev 6 april 1882 volontär vid Wendes artilleriregemente och avlade 9 juni 1833 mogenhetsexamen vid Katedralskolan, Lund. Han blev 15 maj  1884 sergeant vi regementet och utexaminerads 5 oktober 1885. Hamilton blev underlöjtnant vid Wendes artilleriregemente 1885, major vid Generalstaben 1907, överstelöjtnant vid Göta artilleriregemente 1909 och chef för regementet 1913, generalmajor och chef för VI. arméfördelningen 1922 och för I. arméfördelningen 1926. Hamilton är begravd på Östra kyrkogården, Göteborg.
Hamilton var artilleristabsofficer mellan 1892 och 1902 och gjorde då och även senare flera studieresor till olika europeiska länder samt var ledamot i flera kommittéer och skjutkommissioner. Från 1911 till 1913 var han chef för fältartilleriets skjutskola och mellan 1912 och 1914 ledamot av första kammaren (invald i Göteborgs stads valkrets).

### Familj
Hamilton gifte sig 2 juli 1892 i Heliga Trefaldighets kyrka, Kristianstad med Ulrika (Ulla) Elisabet Sofia Lilliestråle (född 1860), dotter till presidenten Wilhelm Lilliestråle och Birgitta Elisabet Widlund. De fick tillsammans barnen Gustaf Vilhelm Bastiat Hamilton (1893–1954), Hedvig Elisabet Beatrice Hamilton (1895–1975) som var gift med kaptenen Hans Herlitz, stiftsjungfrun Daisy Anna Maria Hamilton (1900–1922) och Hugo Gustaf Bastiat Hamilton (1908–1983).
Hans sonson Carl B. Hamilton (född 1946) är folkpartistisk riksdagsledamot.